# Primera División de Montenegro 2013-14
La Primera División de Montenegro 2013-14 fue la octava edición de la máxima categoría del fútbol montenegrino. El torneo se comenzó a disputar el 9 de agosto de 2013 y finalizó el 24 de mayo de 2014. Sutjeska conquistó su segunda título de liga

## Información de los equipos

### Ascensos y descensos
| Pos | Descendidos de la Primera División |
| --- | ---------------------------------- |
| 12° | FK Jedinstvo Bijelo Polje          |

| Pos | Ascendidos de la Segunda División |
| --- | --------------------------------- |
| 1°  | FK Dečić Tuzi                     |

### Equipos participantes
| Equipo                 | Ciudad    | Entrenador          | Estadio                     | Capacidad |
| ---------------------- | --------- | ------------------- | --------------------------- | --------- |
| FK Budućnost Podgorica | Podgorica | Radislav Dragićević | Estadio Pod Goricom         | 12.000    |
| FK Čelik Nikšić        | Nikšić    | Slavoljub Bubanja   | Stadion Željezare           | 2.000     |
| FK Dečić Tuzi          | Tuzi      | Por definir         | Stadion Tuško Polje         | 1.000     |
| FK Lovćen              | Cetiña    | Radovan Kavaja      | Stadion Obilića Poljana     | 2.000     |
| FK Mladost Podgorica   | Podgorica | Miodrag Vukotić     | Stadion Cvijetni Brijeg     | 1.500     |
| FK Mogren              | Budva     | Branislav Milačić   | Stadion Lugovi              | 4.000     |
| FK Mornar              | Bar       | Obren Sarić         | Stadion Topolica            | 6.000     |
| FK Rudar Pljevlja      | Pljevlja  | Nikola Rakojević    | Gradski Stadion de Pljevlja | 10.000    |
| FK Sutjeska            | Nikšić    | Dragan Radojičić    | Stadion kraj Bistrice       | 10.800    |
| FK Zeta                | Golubovci | Rade Vešović        | Stadion Trešnjica           | 7.000     |
| OFK Grbalj             | Kotor     | Aleksandar Nedović  | Stadion Radanovićima        | 1.500     |
| OFK Petrovac           | Petrovac  | Milorad Malovrazić  | Stadion Pod Malim Brdom     | 530       |

### Equipos por Municipio
| Municipio | N.º | Equipos                                                               |
| --------- | --- | --------------------------------------------------------------------- |
| Podgorica | 4   | FK Budućnost Podgorica, FK Dečić Tuzi, FK Mladost Podgorica y FK Zeta |
| Budva     | 2   | FK Mogren y OFK Petrovac                                              |
| Nikšić    | 2   | FK Čelik Nikšić y FK Sutjeska                                         |
| Bar       | 1   | FK Mornar                                                             |
| Cetiña    | 1   | FK Lovćen                                                             |
| Kotor     | 1   | OFK Grbalj                                                            |
| Pljevlja  | 1   | FK Rudar Pljevlja                                                     |

## Sistema de competición
La Primera División de Montenegro 2013/14 estará organizada por la Federación de Fútbol de Montenegro.
Como en temporadas precedentes, constará de un grupo único integrado por doce clubes de toda la geografía montenegrina. Siguiendo un sistema de liga, los doce equipos se enfrentaran todos contra todos en dos ocasiones -una en campo propio y otra en campo contrario- sumando un total de 22 jornadas. El orden de los encuentros se decidirá por sorteo antes de empezar la competición. Los emparejamientos de la tercera ronda se fijarán de acuerdo a la clasificación tras las dos primeras rondas, dando a cada equipo un tercer partido contra cada oponente para un total de 33 partidos por equipo.
La clasificación final se establecerá con arreglo a los puntos obtenidos en cada enfrentamiento, a razón de tres por partido ganado, uno por empatado y ninguno en caso de derrota. Si al finalizar el campeonato dos equipos igualaron a puntos, los mecanismos para desempatar la clasificación son los siguientes:
1. El que tenga una mayor diferencia entre goles a favor y en contra en los enfrentamientos entre ambos. (Golaverage)
2. Si persiste el empate, se tiene en cuenta la diferencia de goles a favor y en contra en todos los encuentros del campeonato.
3. Si aún persiste el empate, se tiene en cuenta el mayor número de goles a favor en todos los encuentros del campeonato.

Si el empate a puntos es entre tres o más clubes, los sucesivos mecanismos de desempate son los siguientes: 
1. La mejor puntuación de la que a cada uno corresponda a tenor de los resultados de los partidos jugados entre sí por los clubes implicados.
2. La mayor diferencia de goles a favor y en contra, considerando únicamente los partidos jugados entre sí por los clubes implicados.
3. La mayor diferencia de goles a favor y en contra teniendo en cuenta todos los encuentros del campeonato.
4. El mayor número de goles a favor teniendo en cuenta todos los encuentros del campeonato.
5. El club mejor clasificado con arreglo a los baremos de fair play.

### Efectos de la clasificación
El equipo que más puntos sume al final del campeonato será proclamado campeón de liga y obtendrá el derecho automático a participar en la segunda ronda previa de la Liga de Campeones de la UEFA. El subcampeón y el tercer clasificado, junto con el campeón de la Copa de Montenegro, disputarán la primera ronda previa de la UEFA Europa League. 
Los clasificados en posición 10º y 11º disputarán los playoffs de descenso. El 10º clasificado, lo hará con el 3º de Segunda, y el 11º se enfrentará al 2º de Segunda. El clasificado en el puesto 12º descenderá directamente a la segunda categoría montenegrina.

## Clasificación
|  |     | Equipos      | PJ | PG | PE | PP | GF | GC | Dif | Pts |
|  | --- | ------------ | -- | -- | -- | -- | -- | -- | --- | --- |
|  | 1.  | Sutjeska (C) | 33 | 17 | 12 | 4  | 46 | 21 | 25  | 63  |
|  | 2.  | Lovćen       | 33 | 17 | 8  | 8  | 52 | 31 | 21  | 59  |
|  | 3.  | Čelik (D)    | 33 | 15 | 9  | 9  | 47 | 28 | 19  | 54  |
|  | 4.  | Budućnost    | 33 | 16 | 6  | 11 | 36 | 26 | 10  | 54  |
|  | 5.  | Petrovac     | 33 | 11 | 13 | 9  | 37 | 31 | 6   | 46  |
|  | 6.  | Rudar        | 33 | 11 | 9  | 13 | 32 | 31 | 1   | 42  |
|  | 7.  | Grbalj       | 33 | 11 | 10 | 12 | 36 | 40 | -4  | 40  |
|  | 8.  | Zeta         | 33 | 12 | 4  | 17 | 39 | 57 | -18 | 40  |
|  | 9.  | Mladost      | 33 | 11 | 6  | 16 | 38 | 46 | -8  | 39  |
|  | 10. | Mogren       | 33 | 11 | 9  | 13 | 45 | 56 | -11 | 39  |
|  | 11. | Mornar       | 33 | 9  | 9  | 15 | 35 | 47 | -12 | 36  |
|  | 12. | Dečić (D)    | 33 | 5  | 9  | 19 | 32 | 61 | -29 | 24  |

1. ↑  Descendido a la Segunda División debido a problemas financieros.
2. 1 2  Se le descontaron 3 puntos por parte de la Federación.

|  | Clasificado para la segunda ronda previa de la Liga de Campeones 2014-15.                           |
|  | Clasificado para la primera ronda previa de la Liga Europea 2014-15.                                |
|  | Clasificado para la primera ronda previa de la Liga Europea 2014-15 y desciende a Segunda División. |
|  | Clasificado para los play-offs por la permanencia.                                                  |
|  | Desciende a Segunda División.                                                                       |

| (C) Campeón    |
| (D) Descendido |

## Tabla de resultados cruzados
| Local \ Visitante   | BUD | ČEL | DEČ | GRB | LOV | MLA | MOG | MOR | PET | RUD | SUT | ZET |
| ------------------- | --- | --- | --- | --- | --- | --- | --- | --- | --- | --- | --- | --- |
| Budućnost Podgorica | —   | 2–0 | 2–0 | 0–0 | 2–1 | 1–1 | 2–0 | 1–2 | 1–2 | 0–1 | 0–0 | 2–0 |
| Čelik Nikšić        | 2–1 | —   | 1–1 | 1–0 | 0–1 | 3–1 | 4–2 | 3–0 | 0–0 | 2–1 | 0–0 | 2–0 |
| Dečić               | 0–2 | 2–2 | —   | 3–0 | 0–0 | 0–1 | 1–1 | 2–0 | 1–1 | 1–0 | 0–1 | 1–1 |
| Grbalj              | 0–1 | 1–0 | 3–1 | —   | 0–0 | 3–0 | 0–1 | 0–0 | 2–2 | 1–3 | 2–2 | 2–0 |
| Lovćen              | 2–0 | 0–2 | 1–1 | 4–0 | —   | 1–0 | 1–3 | 1–2 | 0–1 | 2–1 | 3–0 | 4–1 |
| Mladost Podgorica   | 1–2 | 0–1 | 3–0 | 1–1 | 0–2 | —   | 0–0 | 2–0 | 1–2 | 2–1 | 4–1 | 2–1 |
| Mogren              | 1–0 | 1–1 | 3–1 | 3–1 | 2–3 | 1–1 | —   | 2–2 | 0–0 | 0–1 | 0–3 | 4–3 |
| Mornar              | 1–1 | 2–1 | 2–0 | 1–2 | 0–1 | 4–2 | 3–0 | —   | 0–2 | 0–0 | 0–1 | 4–0 |
| Petrovac            | 1–3 | 1–0 | 0–0 | 1–1 | 1–1 | 1–1 | 2–0 | 0–0 | —   | 0–0 | 2–2 | 1–2 |
| Rudar Pljevlja      | 1–0 | 1–2 | 2–1 | 1–0 | 1–2 | 2–0 | 1–1 | 1–1 | 0–1 | —   | 0–1 | 0–1 |
| Sutjeska Nikšić     | 1–1 | 1–0 | 4–1 | 0–1 | 0–0 | 2–0 | 5–1 | 2–0 | 2–0 | 2–2 | —   | 1–0 |
| Zeta                | 0–1 | 1–1 | 2–2 | 0–2 | 1–0 | 1–0 | 5–2 | 5–2 | 3–2 | 2–0 | 0–2 | —   |

| Local \ Visitante   | BUD | ČEL | DEČ | GRB | LOV | MLA | MOG | MOR | PET | RUD | SUT | ZET |
| ------------------- | --- | --- | --- | --- | --- | --- | --- | --- | --- | --- | --- | --- |
| Budućnost Podgorica | —   |     | 3–1 | 2–1 | 1–0 |     | 0–2 |     | 1–0 |     |     | 0–1 |
| Čelik Nikšić        | 1–0 | —   | 5–1 |     |     | 0–1 |     | 2–0 |     | 1–1 | 0–0 |     |
| Dečić               |     |     | —   | 0–1 |     | 2–1 | 2–0 |     |     | 1–2 |     | 3–4 |
| Grbalj              |     | 1–0 |     | —   |     | 1–3 |     |     | 1–1 |     | 1–1 | 3–1 |
| Lovćen              |     | 1–1 | 4–2 | 3–2 | —   |     | 1–2 |     | 2–1 |     |     | 4–0 |
| Mladost Podgorica   | 1–3 |     |     |     | 2–4 | —   | 3–2 | 2–1 |     | 0–0 |     |     |
| Mogren              |     | 3–2 |     | 3–1 |     |     | —   |     | 1–1 |     | 0–2 | 1–0 |
| Mornar              | 0–0 |     | 2–1 | 0–1 | 1–1 |     | 2–2 | —   |     |     |     | 2–1 |
| Petrovac            |     | 1–2 | 3–0 |     |     | 1–2 |     | 1–0 | —   | 3–0 | 0–1 |     |
| Rudar Pljevlja      | 2–0 |     |     | 1–1 | 0–1 |     | 2–1 | 4–0 |     | —   |     |     |
| Sutjeska Nikšić     | 0–1 |     | 4–0 |     | 1–1 | 1–0 |     | 3–1 |     | 0–0 | —   |     |
| Zeta                |     | 0–5 |     |     |     | 1–0 |     |     | 1–2 | 1–0 | 0–0 | —   |

## Play-offs
El antepenúltimo clasificado se mide al tercer clasificado de Segunda y el penúltimo clasificado se mide al segundo clasificado de Segunda, los dos equipos que ganen los play offs jugarán en la Primera División de Montenegro 2014/15 y los que los pierdan jugarán en la Segunda División de Montenegro 2014/15.

### Ida
| 4 de junio de 2014 | Jezero           | 1:2 (1:2) | Mogren                    | Estadio Pod Racinom, Plav                                      |                                                                |
|                    | Čekić 41' (pen.) |           | Radišić 18' · Rudović 38' | Asistencia: 1.500 espectadores Árbitro(s): Aleksandar Marković | Asistencia: 1.500 espectadores Árbitro(s): Aleksandar Marković |

| 4 de junio de 2014 | Mornar        | 1:0 (0:0) | Berane | Estadio Topolica, Bar                                 |                                                       |
|                    | Vujačić 90+4' |           |        | Asistencia: 500 espectadores Árbitro(s): Milo Savović | Asistencia: 500 espectadores Árbitro(s): Milo Savović |

### Vuelta
| 8 de junio de 2014 | Mogren                                                 | 4:0 (2:0) | Jezero | Estadio Lugovi, Budva                                      |                                                            |
|                    | Marković 32' · Rudović 38' · Đurišić 53' · Radišić 84' |           |        | Asistencia: 500 espectadores Árbitro(s): Pavle Radovanović | Asistencia: 500 espectadores Árbitro(s): Pavle Radovanović |

El Mogren permanece en la Primera División, al ganar en el marcador global 6:1.
| 8 de junio de 2014 | Berane                      | 2:0 (0:0) | Mornar | Estadio Gradski, Berane                                      |                                                              |
|                    | Huremović 48' · Dulović 84' |           |        | Asistencia: 5.000 espectadores Árbitro(s): Jovan Kaluđerović | Asistencia: 5.000 espectadores Árbitro(s): Jovan Kaluđerović |

El Berane asciende a Primera División, al ganar en el marcador global 2:1.

## Goleadores
| Jugador            | Equipo                 | Goles |
| ------------------ | ---------------------- | ----- |
| Stefan Mugoša      | FK Mladost Podgorica   | 15    |
| Petar Orlandić     | FK Zeta                | 11    |
| Aleksandar Vujačić | FK Budućnost Podgorica | 10    |
| Vule Vujačić       | FK Mornar              | 10    |
| Darko Zorić        | FK Čelik Nikšić        | 10    |
| Milan Đurišić      | FK Mogren              | 9     |
| Ivan Ivanović      | FK Čelik Nikšić        | 8     |
| Branislav Janković | OFK Grbalj             | 8     |
| Srdan Radonjić     | FK Sutjeska            | 8     |
| Luca Rotković      | FK Mornar              | 8     |
| Marko Đurović      | FK Mogren              | 8     |